# Olak (Sungai Mandau)
Olak is een bestuurslaag in het regentschap Siak van de provincie Riau, Indonesië. Olak telt 925 inwoners (volkstelling 2010).